# Stazione di Padule
La stazione di Padule è stata una stazione ferroviaria posta lungo la linea a scartamento ridotto Arezzo-Fossato di Vico, a servizio della frazione Padule, del comune di Gubbio.

## Storia
La stazione fu inaugurata insieme alla linea il 5 aprile 1886 e rimase attiva fino al 22 maggio 1945, quando cessò l'esercizio sull'intero tracciato a causa dei danni provocati dai bombardamenti della seconda guerra mondiale.

## Strutture e impianti
La stazione di Padule era composta da due binari e un fabbricato viaggiatori. Rimane traccia dell'infrastruttura e dell'edificio del Buffet, mentre il fabbricato viaggiatori venne demolito e i due binari furono smantellati.